# Sinn Féin
Sinn Féin (de l'irlandès 'nosaltres' o 'nosaltres mateixos') és un partit polític irlandès. Si bé en els seus inicis va ser fundat per Arthur Griffith com a partit monàrquic separatista irlandès, el 1917 es decantà pel suport a la creació d'una república irlandesa, i des de llavors és conegut per ser un dels partits republicans irlandesos. El seu objectiu era la reunificació d'Irlanda per a superar la partició en dos estats efectuada el 1920: Irlanda del Nord i el que avui coneixem com a República d'Irlanda. A diferència d'altres partits nacionalistes irlandesos, fins als anys 90 va donar l'ús del que es va anomenar estratègia d'"armalite and the ballot box", una política d'agitació acompanyada de l'ús de la violència o les amenaces, un terme descriptiu de l'estratègia del Sinn Féin utilitzat per primera vegada el 1981 per Danny Morrison, un dels principals activistes del partit als 80. Té forts vincles amb l'IRA Provisional, i de vegades ha estat considerat el seu braç polític. Els historiadors no es posen d'acord en si realment hi ha «un» Sinn Féin, ja que alguns consideren que es tracta d'una sèrie de partits escindits els uns dels altres, igual que els seus diversos capdavanters, en les dècades dels 20, 30, 60, 80 i 90 del segle xx, i que creaven noves agrupacions rivals, generalment sota nous noms, si bé algunes hi conservaven les paraules «Sinn Féin».
El Sinn Féin modern és avui dia el principal partit «nacionalista» d'Irlanda del Nord, on obté aproximadament un 25% dels vots. El seu rival directe entre l'electorat majoritàriament catòlic no unionista és el Partit Socialista (Social Democratic and Labour Party), una agrupació nacionalista constitucional que va obtenir més escons en les eleccions de 1998 a l'Assemblea d'Irlanda del Nord, però que va quedar eclipsada pel Sinn Féin en les eleccions de 2003. Els seus diputats en la Cambra dels Comuns britànica no prenen possessió dels seus escons perquè, per a fer-ho, haurien de jurar lleialtat a la corona britànica, així com reconèixer la seva jurisdicció sobre Irlanda del Nord. Els seus representants al Parlament Europeu s'han integrat en el grup Esquerra Unida Europea.

## Història

### Inicis
El Sinn Féin va cristal·litzar a partir de la campanya política d'Arthur Griffith i William Rooney a principis del segle xx. Durant molts anys, el Sinn Féin va ser una federació laxa de grups polítics l'única connexió dels quals real i inspiració era el periòdic editat per Griffith. La majoria dels historiadors coincideixen a assenyalar-ne el 28 de novembre de 1905 com la data fundacional perquè, en aquell dia, Griffith va presentar per primera vegada la seva Política del Sinn Féin. En els seus escrits, Griffth declarava que la Llei d'Unió de Gran Bretanya i Irlanda era il·legal i que, en conseqüència, la monarquia dual angloirlandesa assentada sobre el Parlament de Grattan i la coneguda com a Constitució de 1782 seguien vigents. Per tant, l'únic requisit per a assolir una Irlanda independent era creure-hi, ja que tot la resta acabaria en el seu lloc amb el temps. Els britànics van responsabilitzar «equivocadament» el Sinn Féin de l'Aixecament de Pasqua, amb el qual no va tenir cap relació, només el fet que algunes de les seves idees -i no precisament la defensa de la monarquia dual angloirlandesa- van influir en alguns dels seus líders. En realitat, qualsevol grup que no estigués d'acord amb la política constitucional a l'ús rebia l'apel·latiu de Sinn Féin. El terme «rebel·lió del Sinn Féin» també era d'ús habitual en els mitjans de comunicació irlandesos, la policia britànica a Irlanda (Royal Irish Constabulary o RIC), la policia metropolitana de Dublín (DMP) i alguns dels implicats en l'alçament.
Els líders supervivents de l'alçament van prendre el partit a les ordres d'Eamon de Valera. De Valera va substituir Griffith en el càrrec de president. Durant el seu congrés (Árd Fhéis) de 1917, el partit gairebé es divideix entre monàrquics i republicans fins que, mitjançant una moció de compromís, es va proposar l'establiment d'una república independent en la qual el poble podria decidir si desitjava una monarquia o una república, amb la condició que si s'optava per la monarquia, cap membre de la família real britànica podria ser proclamat monarca.

### El Sinn Féin i l'Aixecament de Pasqua
El Sinn Féin va rebre un esperó amb l'execució dels capitosts de l'alçament, encara que abans de les execucions la jerarquia catòlica, el periòdic Irish Independent (el diari més venut d'Irlanda en l'època i avui dia) i moltes autoritats locals van advocar per l'execució dels líders de la revolta. I si bé la simpatia de l'opinió pública no es reflectia en un avantatge electoral decisiu per al Sinn Féin, l'organització va presentar una dura batalla amb el Partit Parlamentarista Irlandès a càrrec de John Redmond, més tard John Dillon, i ambdós contendents van guanyar en eleccions menors. Només després de la crisi del reclutament, en la qual el Regne Unit va amenaçar d'imposar el servei militar obligatori per a contribuir al seu esforç de guerra, el suport popular es va decantar decisivament del costat del Sinn Féin.

### Les eleccions generals del 1918
El Sinn Féin va aconseguir un 70% dels escons irlandesos (un total de 73) en el parlament del Regne Unit de Gran Bretanya i Irlanda en les eleccions generals de desembre de 1918 després de l'obtenció de 497.107 vots, si bé és difícil assegurar el veritable suport electoral perquè la majoria dels escons (la majoria dels escons assolits per qualsevol partit) es van obtenir sense alternativa de vot real. Alguns no van tenir alternativa pel suport social generalitzat. Uns altres no van tenir alternativa perquè els candidats rivals tenien por de presentar-se a l'elecció. Estudis recents sobre els resultats electorals obtinguts pel Sinn Féin en eleccions tant nacionals com menors «amb alternatives» en el període de 1917 a 1921 suggereixen que, en realitat, el partit tenia un suport d'entre el 45 i el 48%, és a dir, un avantatge considerable enfront de qualsevol altre partit, però bastant inferior al 80 o 90% declarat pel Sinn Féin, encara que un estudi basat únicament en l'anàlisi dels resultats reals de les eleccions de 1918, i que parteix de pautes electorals similars per a tota l'illa, indica que el percentatge assolit pel Sinn Féin en cas que tots els escons haguessin estat disputats hauria estat igual o superior al 53%. Cal tenir en compte que les eleccions es van celebrar mitjançant el sistema electoral britànic first past the post, que no és proporcional i que pot propiciar la formació de majories basades en nivells de vot bastant baixos (vegin-se els resultats de Margaret Thatcher en les eleccions generals del Regne Unit de 1983 o de 1987, o també els de Tony Blair en les eleccions generals del Regne Unit de 1997 o de 2001), cosa que provoca una distorsió poc probable en sistemes més precisos i proporcionals.
A continuació, el Sinn Féin va sofrir diverses escissions (1922, 1926 i 1970), de les quals van sorgir diversos partits com ara Cumann na nGaedhael, Fianna Fáil i el Sinn Féin Oficial, que més tard seria batejat com a Sinn Féin Partit dels Treballadors, conegut avui dia com a Partit dels Treballadors d'Irlanda.

### L'escissió pel tractat
En acabar les negociacions del tractat Angloirlandés (desembre de 1921) entre representants del govern britànic i el govern republicà d'Eamon de Valera (triat per Dáil Éireann), l'assemblea constituïda per diputats del Sinn Féin i l'aprovació del tractat amb escàs marge per la Dáil Éireann, es va fundar el que es va anomenar Estat Lliure d'Irlanda. Irlanda del Nord (l'estat regional de sis comtats sota jurisdicció britànica en va quedar exclòs en virtut de la Llei de Govern d'Irlanda de 1920, tal com considerava el tractat). Una breu però amarga Guerra civil irlandesa (de juny de 1922 a abril de 1923) va esclatar entre partidaris i detractors del tractat. De Valera va dimitir com a president de la República i es va alinear amb els detractors del tractat. El bàndol victoriós, a favor del tractat, que incloïa la majoria dels parlamentaris del Sinn Féin i de l'electorat, van constituir l'Estat Lliure Irlandès. Molts d'aquells parlamentaris del Sinn Féin que estaven a favor del tractat van fundar el seu propi partit, Cumann na nGaedhael, i crearen en els anys 30 la coalició Fine Gael. Després d'abandonar les accions armades en l'Estat Lliure, el moviment va tornar a dividir-se amb la marxa al març de 1926 del seu president Eamon de Valera i altres defensors de la participació en política constitucional, que van fundar el partit Fianna Fáil i van accedir al parlament irlandès (Dáil Éireann) a l'any següent, i arribaren a formar govern el 1932.

### Del Sinn Féin Oficial a Esquerra Democràtica
Després d'alguns intents frustrats d'insurrecció armada, inclosa una desastrosa aliança en els 40 entre alguns membres del Sinn Féin (el cap de l'IRA Sean Russell) i l'Alemanya nazi (de qui pensaven que podrien ajudar-los a prendre l'estat irlandès del sud), el partit va escorar cap a l'esquerra al llarg de la dècada dels 60, adoptant una anàlisi propera al marxisme. El 1970, es va produir una nova escissió entre l'IRA més marxista (IRA Oficial) i el Sinn Féin Oficial d'una banda, i l'IRA Provisional, de republicanisme més tradicional i el seu braç polític el Sinn Féin Provisional, des del qual el Sinn Féin Oficial va evolucionar fins al Sinn Féin Partit dels Treballadors, que va guanyar alguns escons en les eleccions al Dáil Éireann, el 1981-82. Més tard, van retirar l'etiqueta «Sinn Féin» del nom del partit, passant així a anomenar-se Partit dels Treballadors. Una altra divisió es va produir a principis dels 90, en la qual el secretari general del Partit dels Treballadors i tots excepte un dels seus parlamentaris van abandonar el partit i van crear-ne un de nou: Democratic left. Va participar en el govern al costat de Fine Gael i el Partit Laborista (1994-97) abans de fusionar-se amb el Partit Socialista Irlandès. En l'actualitat, el president, el secretari general i el portaveu del grup parlamentari del Partit Socialista són tots membres de l'extinta Esquerra Democràtica.

### Sinn Féin Provisional
Amb el rebuig de la violència dels «oficials» el 1972, el Sinn Féin Provisional va esdevenir la veu de la minoria nacionalista del nord, que veia en els atacs de l'IRA un mitjà per a forçar la fi del govern britànic i de la dominació protestant del majoritari Partit Unionista de l'Ulster, així com de la discriminació contra els nacionalistes del nord (en la pràctica, la comunitat catòlica), que havia convertit Irlanda del Nord, en paraules del Premi Nobel de la Pau i unionista de l'Ulster David Trimble, en una «casa freda per als catòlics». Mai no van tenir en compte la majoria dels nacionalistes, que votaven al Partit Socialista de John Hume. Una petita minoria votava al Partit de l'Aliança d'Irlanda del Nord. El rebuig nacionalista a la defunció de deu vaguistes de fam de l'IRA reclosos en presons britàniques el 1981 va suposar per al Sinn Féin un trampolí des del qual abordar la política al nord. Una lluita interna pel poder entre un grup del sud liderat per Ruairí O Brádaigh i altre del nord per Gerry Adams va donar com a resultat el fet que O Brádaigh i els seus associats abandonessin el partit per a formar el Sinn Féin Republicà el 1986, del qual afirmaven que era el «veritable» Sinn Féin. Part de l'escissió va ser ocasionada per la decisió d'Adams i el Sinn Féin d'abandonar l'abstencionisme (això és, la negativa a acceptar-ne la legitimitat i a participar en els parlaments del Regne Unit i de la República d'Irlanda).
Si bé la política abstencionista cap al parlament britànic de Westminster va continuar, en el cas del Dáil Éireann fou abandonada. Sota la presidència (des de novembre de 1983) de Gerry Adams, alguns líders del Sinn Féin van intentar explorar majors nivells de compromís polític, de la qual cosa va resultar el procés de pau per a Irlanda del Nord dels anys noranta. Aquest moviment també va ser provocat per una sèrie de desastrosos atacs de l'IRA, entre aquests la matança d'un grup de gent que assistia a la cerimònia del Dia del Record a Enniskillen. Adams, que progressivament havia anat apartant el moviment del compromís militar, va aconseguir guiar-lo a un punt àlgid de popularitat, i a obtenir 5 escons dels 166 del Dáil Éireann en les eleccions generals de 2002. El partit va superar el seu rival nacionalista, el Partit Socialista Irlandès, i va esdevenir el partit nacionalista més votat en les eleccions a l'Assemblea d'Irlanda del Nord el 2003, liderat per Martin McGuinness, generalment considerat un ministre d'educació d'èxit encaminat a arribar a primer ministre en el Comitè Executiu d'Irlanda del Nord, en cas que aquest fos reformat. No obstant això, és una opinió estesa que l'èxit electoral del Partit Unionista Democràtic (opositor radical de l'acord) en comptes del Partit Unionista de l'Ulster i el seu posicionament com a primer partit unionista fa menys probable la perspectiva d'erigir un nou executiu.
Alguns sectors que critiquen el Sinn Féin al·leguen que la victòria electoral del PUD, i la consegüent amenaça per a l'acord, va ser resultat del fracàs de l'IRA en el desarmament, un fet que va obstaculitzar notablement la capacitat de David Trimble (a favor de l'acord) per a guanyar el suport de la majoria de la comunitat unionista. El Sinn Féin mai va acceptar aquesta al·legació. El Sinn Féin també va guanyar un nombre considerable d'escons en les eleccions de 2001 al parlament de Westminster. No obstant això, el partit continua practicant la seva política abstencionista i no pren possessió dels escons del parlament britànic de Westminster.

### Acord de Divendres Sant
El partit s'ha compromès amb la política constitucional des de l'acord de Divendres Sant d'abril de 1998, si bé el fracàs de l'IRA per a desmantellar el seu armament de manera acceptable per als líders unionistes (les crítiques dels unionistes envers l'IRA i la seva lentitud en el desmantellament de l'armament van ser protegides pel Taoiseach (primer ministre) Bertie Ahern, el líder del Partit Socialista Mark Durkan i el primer ministre britànic Tony Blair en públic a l'octubre de 2002) ha dut a diverses suspensions del procés de pau. Alhora, aparegueren algunes escissions dins el partit contràries als acords, com la del Moviment per la Sobirania dels 32 Comtats. Per fi, l'IRA va començar a desmantellar el seu armament després dels atacs terroristes de l'11 de setembre de 2001, que va donar com a resultat l'augment de la pressió nord-americana per a avançar en el procés i l'evaporació de bona part del suport que prèviament gaudia als Estats Units.
No obstant això, el descobriment d'un cercle d'espies amb contactes en el Sinn Féin que treballava en llocs del funcionariat d'Irlanda del Nord va dur a la suspensió de l'executiu i la restauració del govern directe d'Irlanda del Nord, una suspensió que ja estava a punt de ser imposada per les amenaces de dimissió del primer ministre David Trimble a causa de la lentitud en el desarmament de l'IRA.

### Augment dels suports
En les eleccions generals i municipals de 2001 en el Regne Unit, el partit va superar el seu rival, el SDLP, i va esdevenir el partit nacionalista més votat, guanyant quatre escons enfront dels tres del SDLP. No obstant això, el partit continua subscrivint una política abstencionista en el parlament britànic de Westminster, ja que per a ocupar els escons obtinguts haurien de jurar fidelitat a la monarquia britànica i renunciar als seus principis republicans. El partit té, així mateix, cinc escons des de les eleccions generals de 2002 en la República d'Irlanda, un augment de quatre parlamentaris pel que fa als anteriors comicis.
Amb el temps, el seu ascendent entre els votants nacionalistes a l'Assemblea d'Irlanda del Nord no ha fet sinó augmentar sota el guiatge de Martin McGuinness, generalment considerat un bon ministre d'Educació i possible candidat al lloc de Primer Ministre en el Comitè executiu d'Irlanda del Nord, en cas que sigui reformat. No obstant això, l'èxit electoral del Partit Unionista Democràtic, que s'oposa fortament a l'acord, i que va superar també al Partit Unionista de l'Ulster com a partit unionista hegemònic a les eleccions, sembla reduir les possibilitats d'establir un nou executiu. Alguns crítics del Sinn Féin adduïxen que l'èxit electoral del DUP i la subsegüent amenaça per a l'acord és en part resultat del fracàs de l'IRA a l'hora de desarmar-se, un error que va deteriorar seriosament les possibilitats de guanyar el suport de la comunitat unionista d'un dels promotors de l'acord, David Trimble. El Sinn Féin no accepta aquesta teoria i afirma no apreciar diferències substancials entre ambdós partits unionistes. Si bé el Sinn Féin ha estat tradicionalment un dels únics partits irlandesos amb representants electes a banda i banda de la frontera (els Verds tenen representants als ambdós costats també), i Fianna Fáil ha inaugurat recentment una oficina del partit a Derry i ha començat a reclutar membres en el campus de la Queens University de Belfast.

### Darrers esdeveniments

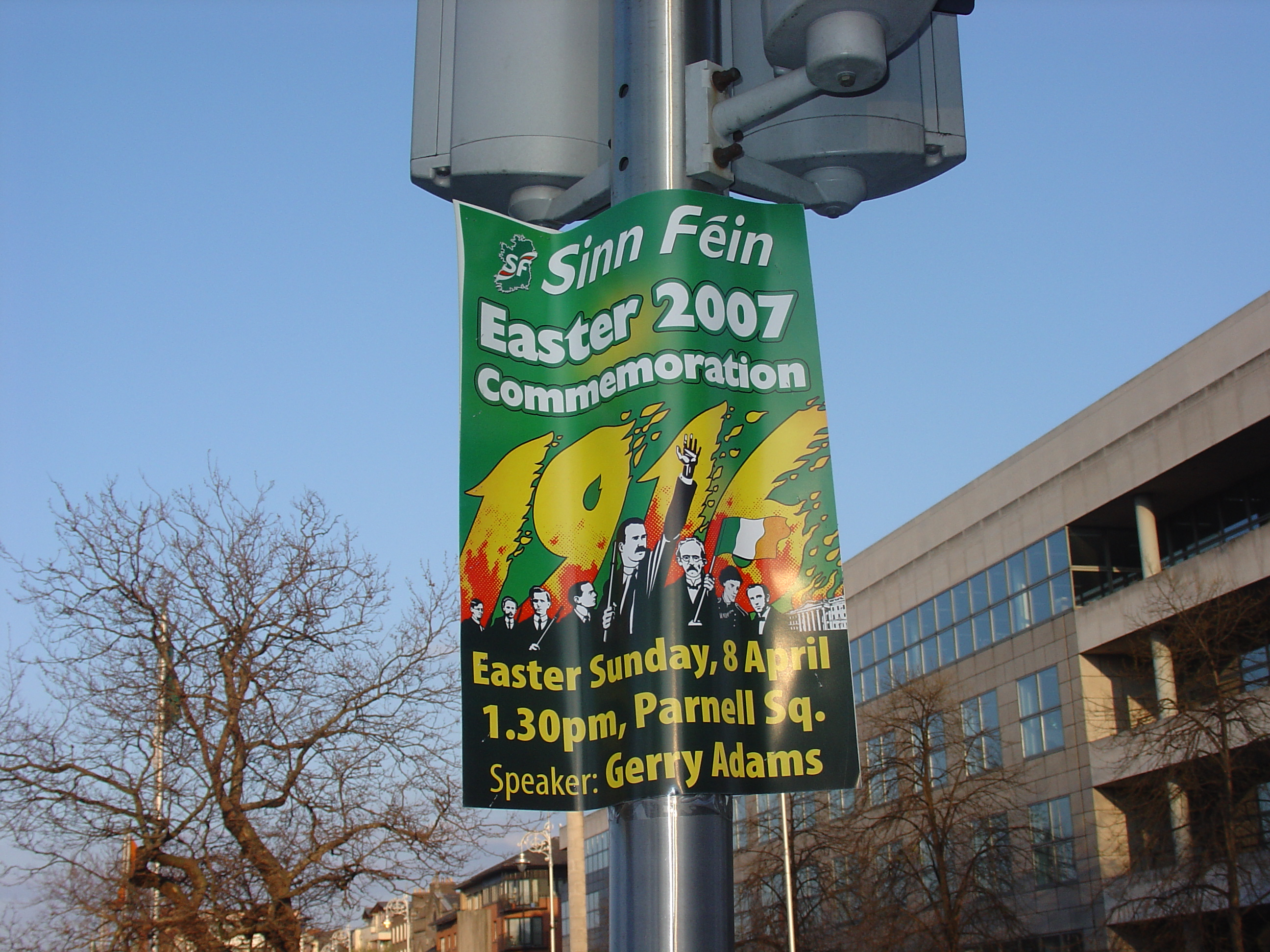
Cartell del Sinn Féin a Dublín (Irlanda) convocant a un míting durant la Setmana Santa de 2007

Quan el Sinn Féin i el DUP es van alçar com els majors partits d'ambdues comunitats, es va fer evident (donada la majoria exigida en l'acord de Divendres Sant) que no es podria arribar a cap tracte sense el suport d'ambdós. Al novembre de 2004 van estar a punt d'assolir un nou acord, però la insistència del DUP que se li presentessin proves gràfiques del desarmament, tal com exigiria el reverend Ian Paisley, va suposar el fracàs de la negociació. El robatori de 38,7 milions d'euros del Northern Bank de Belfast al desembre de 2004, en el qual dos membres de la plantilla van ser obligats a participar sota amenaça de mort per a ells i les seves famílies, va tirar per terra les esperances d'arribar a un acord quan el cap de policia d'Irlanda del Nord en va culpar l'IRA. El comissionat del cos de policia de la República d'Irlanda es va fer eco d'aquesta informació, i els dos governs més totes les forces polítiques, inclòs el mateix Sinn Féin, han pres el testimoniatge per cert. El cap de policia d'Irlanda del Nord i el Comissionat de la Garda van informar conjuntament al primer ministre britànic, al secretari d'estat per a Irlanda del Nord, el president de la República, el ministre de Justícia i el ministre d'Afers exteriors en una reunió a Downing Street a principis de febrer de 2005. A la fi de gener de 2005, Gerry Adams es va reunir per separat amb els primers ministres Tony Blair i Bertie Ahern. Ambdós van informar el líder del Sinn Féin de la seva convicció que l'IRA estava implicat en el robatori, i van advertir que les suposades accions de l'Exèrcit Republicà Irlandès podrien acabar amb l'esperança de restablir el govern basat en el repartiment de poder.
Després de la revolada causada pel robatori, es va produir una nova controvèrsia quan, en el programa Questions and Answers de la televisió pública irlandesa, el delegat del Sinn Féin Mitchel McLaughlin va insistir que el polèmic assassinat per part de l'IRA d'una mare de deu petits, Jean McConville, a principis dels anys 70 no es va tractar d'un «crim», encara que va estar «malament». El ministre irlandès de Justícia, Michael McDowell, va assenyalar al públic i als teleespectadors que, vist des del punt de vista del Sinn Féin o de l'IRA, res del que fan és un crim (ja que, des del seu punt de vista, actuen com a govern legítim de tota Irlanda). No obstant això, es va negar a respondre a la pregunta de si també considerava criminal la violència de l'«antic» IRA, quan mataven espies i agents britànics durant la Guerra anglo-irlandesa. Els polítics de la república i els mitjans de comunicació irlandesos han criticat durament els comentaris de McLaughlin. El 26 de gener de 2005, en el parlament irlandès, quan els parlamentaris del Sinn Féin van expressar els seus dubtes quant a si el robatori del Northern Bank era obra de l'IRA, Bertie Ahern va enumerar nombroses pallisses que van ser recentment propinades a Belfast, i de les quals va responsabilitzar directament l'IRA. També va acusar el Sinn Féin d'impedir que l'IRA exerceixi la violència de càstig (per la qual colpegen els criminals amb bats fins a trencar-los les cames, els disparen als genolls o, de vegades, a les mans) en els moments delicats d'una negociació a Irlanda del Nord, per a deixar després que la violència es reprengui quan les negociacions han estat concloses. Els parlamentaris del Sinn Féin van negar aquestes declaracions i van afirmar que eren «indignants».
El 10 de febrer del 2005, la Comissió independent de control va presentar un informe segons el qual quedaven corroborades les investigacions de les forces de seguretat d'ambdós estats, i segons les quals l'IRA Provisional és responsable del robatori del Northern Bank; a més, indicava que certs alts càrrecs del Sinn Féin són membres de l'IRA Provisional, i que n'estaven al corrent i aprovaven l'atracament. La comissió va recomanar imposar sancions econòmiques als membres del Sinn Féin de l'Assemblea d'Irlanda del Nord. La resposta del govern britànic va ser demanar als membres del parlament britànic que votessin a favor d'una retirada de les dietes dels quatre membres del Sinn Féin triats el 2001. Gerry Adams va respondre a l'informe de la comissió reptant el govern irlandès a arrestar-li per pertànyer a l'IRA, un fet que es considera un delicte en ambdues jurisdiccions, de conspiració. El 20 de febrer de 2005, el ministre de Justícia irlandès, Michael McDowell, va acusar públicament tres alts càrrecs del Sinn Féin (Gerry Adams, Martin McGuinness i Martin Ferris) de ser part del Consell militar de l'IRA. Gerry Adams va negar aquesta acusació en unes declaracions realitzades a Strabane, en ocasió de la commemoració de tres soldats desarmats de l'IRA assassinats pel SAS fa 20 anys. Martin McGuinness va negar les acusacions en una entrevista televisiva per a la RTÉ.
El 27 de febrer de 2005, es va realitzar a Belfast Est una manifestació en contra de l'assassinat de Robert McCartney a mans de l'IRA el 30 de gener del mateix any. Alex Maskey, alcalde de Belfast i antic membre del Sinn Féin, va rebre una reprimenda d'alguns familiars perquè «deixés de fer comentaris estúpids» davant la premsa sobre la sol·licitud de Gerry MacKay perquè l'alcalde «lliurés els 12 membres de l'IRA implicats». Els McCartney volen que tots els testimonis de l'assassinat declarin davant la policia. Els veïns, no obstant això, s'hi han mostrat reticents per dues raons: la desconfiança tradicional dels nacionalistes vers la policia d'Irlanda del Nord i la por a represàlies dels membres de l'IRA implicats. Des de llavors, s'ha expulsat tres membres de l'IRA, però cap ha estat acusat d'assassinat. La família dels morts, exvotants del Sinn Féin, van demanar als testimonis del crim que es posessin en contacte amb la policia. El president irlandès Bertie Ahern va denominar el Sinn Féin i l'IRA «els dos costats de la mateixa moneda». L'ostracisme al qual ha estat sotmès el Sinn Féin va ser posat de manifest al febrer de 2005 quan el parlament va aprovar una moció de censura contra la suposada implicació del partit en activitats il·legals. El president dels Estats Units, George W. Bush, i el senador Edward Kennedy es van negar a rebre Gerry Adams, però no la família de Robert McCartney. Els senadors Kennedy i Hillary Clinton van presentar en el senat nord-americà una moció sol·licitant que el Sinn Féin trenqui els seus llaços amb l'IRA,
El 10 de març de 2005, la Casa dels Comuns va aprovar sense oposició significativa una moció presentada pel govern britànic per privar de llurs dietes els quatre parlamentaris del Sinn Féin durant un any com a càstig per l'atracament al Northern Bank. L'efecte d'aquesta mesura costarà al partit una xifra aproximada de mig milió d'euros. No obstant això, el debat previ a la votació es va centrar fonamentalment en els últims esdeveniments relacionats amb l'assassinat de Robert McCartney. Els unionistes han presentat esmenes perquè es prohibís als parlamentaris del Sinn Féin accedir als seus despatxos en la Casa dels Comuns, encara que van ser clarament derrotats.
El 10 de febrer de 2018, Mary Lou McDonald va ser anunciada com la nova presidenta i Michelle O'Neill com a vicepresidenta del partit deixant clara la seva ambició de governar nord i sud, disposada a treballar en coalició com a partit major o menor del govern al sud, un canvi de política en comparació amb l'ambició d'Adams de governar en minoritari a les Oireachtas.
El Sinn Féin es va oposar a que Irlanda del Nord abandonés la Unió Europea juntament amb la resta del Regne Unit, i Martin McGuinness suggerí un referèndum sobre la reunificació d'Irlanda immediatament després que els resultats del Referèndum sobre la permanència del Regne Unit dins la Unió Europea de 2016 fossin anunciats, que Mary Lou McDonald va reiterar com una manera de resoldre els problemes fronterers plantejats pel Brèxit.
Els republicans van ser la força més votada a la República d'Irlanda en les eleccions del febrer del 2020, encara que no van poder governar, i a les eleccions d'Irlanda del Nord de 2022 amb el 29% dels vots en primera opció i 27 diputats es convertiren en el partit més votat per primer cop en 101 anys.

## Relacions internacionals
El Sinn Féin manté vincles fraternals des de fa molt de temps amb el Congrés Nacional Africà i va ser descrit per Nelson Mandela com un "vell amic i aliat en la lluita contra l'apartheid". El Sinn Féin dona suport a la independència de Catalunya, Palestina en el conflicte palestinoisraelià, i el dret a l'autodeterminació respecte a la independència del País Basc d'Espanya i França. El Sinn Féin s'oposa a l'embargament dels Estats Units contra Cuba i ha demanat la normalització de les relacions entre ambdós països. El 2016, el president del partit Sinn Féin, Gerry Adams, va ser convidat pel govern cubà a assistir al funeral d'Estat de Fidel Castro, a qui Adams va descriure com un "lluitador per la llibertat" i un "amic de la lluita d'Irlanda". El Sinn Féin s'oposa a la pertinença a l'OTAN.

### Unió europea
Històricament, el Sinn Féin s'ha considerat euroescèptic. El partit va fer campanya pel "No" al referèndum irlandès sobre l'adhesió a la Comunitat Econòmica Europea el 1972. El Sinn Féin estava al mateix costat del debat que el DUP i la major part del Partit Unionista de l'Ulster (UUP) a el sentit que volien retirar-se quan el Regne Unit va celebrar el seu referèndum el 1975. El partit va criticar la suposada necessitat d'una constitució de la UE, tal com es va proposar el 2002, i va instar a votar "no" al referèndum del 2008 sobre el Tractat de Lisboa, encara que Mary Lou McDonald va dir que no hi havia "cap contradicció a estar a favor d'Europa, però en contra del tractat". En el seu manifest per a les eleccions generals britàniques del 2015, el Sinn Féin va prometre que el partit faria campanya perquè el Regne Unit romangués a la Unió Europea (UE), i Martin McGuinness va dir que una sortida "seria absolutament desastrosa des del punt de vista econòmic". Gerry Adams va dir que, si se celebrés un referèndum sobre la qüestió, hi hauria d'haver un referèndum separat i vinculant per a Irlanda del Nord. La seva política d'una "Europa dels iguals", i el seu compromís crític després del 2001, juntament amb el seu compromís amb el Parlament Europeu, marquen un canvi respecte a l'oposició anterior del partit a la UE. El partit expressa, d'una banda, "el seu suport a les mesures d'àmbit europeu que promouen i milloren els drets humans, la igualtat i l'agenda de tot Irlanda", i de l'altra una "oposició de principis" a un superestat europeu. Això ha portat els comentaristes polítics a definir el partit com a euroescèptic tou des del segle xxi.
Des que va adoptar aquesta postura d'"euroescepticisme suau", el Sinn Féin dona suport a una política de "compromís crític amb la UE", i té una "oposició de principis" a un superestat europeu. S'oposa a una constitució de la UE perquè reduiria la sobirania dels estats membres. També critica la UE pel seu neoliberalisme. L'eurodiputat del Sinn Féin, Matt Carthy, afirma que "la Unió Europea ha de convertir-se en una unió cooperativa d'Estats nacionals compromesos a treballar junts en qüestions com el canvi climàtic, la migració, el comerç i l'ús de les nostres forces comunes per millorar la vida dels ciutadans. Si no ho fa, la desintegració de la UE es converteix en una possibilitat real”. El partit va donar suport a la permanència del Regne Unit a la Unió Europea al referèndum britànic del 2016 i a l'abril del 2022, Mary Lou McDonald va dir que donaven suport perque Ucraïna pogués unir-se a la Unió Europea".

## Resultats electorals

### Dáil Éireann
| Any      | Lider                           | 1r pref vots | %         | Escons    | ±  | Govern                      |
| -------- | ------------------------------- | ------------ | --------- | --------- | -- | --------------------------- |
| 1918     | Éamon de Valera                 | 476,087      | 46.9 (#1) | 73 / 105  | 73 | Proclamació de la República |
| 1921     | Éamon de Valera                 |              |           | 124 / 128 | 51 | Guerra angloirlandesa       |
| 1922     | Michael Collins (Pro-Tractat)   | 239,195      | 38.5 (#1) | 58 / 128  |    | Minoria                     |
| 1922     | Éamonn de Valera (Anti-Tractat) | 135,310      | 21.8 (#2) | 36 / 128  |    | Abstenció                   |
| 1923     | Éamonn de Valera                | 288,794      | 27.4 (#2) | 44 / 153  | 8  | Abstenció                   |
| Jun 1927 | John J. O'Kelly                 | 41,401       | 3.6 (#6)  | 5 / 153   | 39 | Abstenció                   |
| 1954     | Tomás Ó Dubhghaill              | 1,990        | 0.1 (#6)  | 0 / 147   | =  | Extraparlamentari           |
| 1957     | Paddy McLogan                   | 65,640       | 5.3 (#4)  | 4 / 147   | 4  | Abstenció                   |
| 1961     | Paddy McLogan                   | 36,396       | 3.1 (#4)  | 0 / 144   | 4  | Extraparlamentari           |
| Feb 1982 | Ruairí Ó Brádaigh               | 16,894       | 1.0 (#5)  | 0 / 166   | =  | Extraparlamentari           |
| 1987     | Gerry Adams                     | 32,933       | 1.9 (#6)  | 0 / 166   | =  | Extraparlamentari           |
| 1989     | Gerry Adams                     | 20,003       | 1.2 (#6)  | 0 / 166   | =  | Extraparlamentari           |
| 1992     | Gerry Adams                     | 27,809       | 1.6 (#7)  | 0 / 166   | =  | Extraparlamentari           |
| 1997     | Gerry Adams                     | 45,614       | 2.5 (#7)  | 1 / 166   | 1  | Oposició                    |
| 2002     | Gerry Adams                     | 121,020      | 6.5 (#4)  | 5 / 166   | 4  | Oposició                    |
| 2007     | Gerry Adams                     | 143,410      | 6.9 (#4)  | 4 / 166   | 1  | Oposició                    |
| 2011     | Gerry Adams                     | 220,661      | 9.9 (#4)  | 14 / 166  | 10 | Oposició                    |
| 2016     | Gerry Adams                     | 295,319      | 13.8 (#3) | 23 / 158  | 9  | Oposició                    |
| 2020     | Mary Lou McDonald               | 535,595      | 24.5 (#1) | 37 / 160  | 14 | Oposició                    |
| 2024     | Mary Lou McDonald               | 418,627      | 19.0 (#3) | 39 / 174  | 2  | Oposició                    |

### Eleccions europees

#### Rep. d'Irlanda
| Any  | Líder             | Vots    | %      | Escons | +/- | Grup Europeu |
| ---- | ----------------- | ------- | ------ | ------ | --- | ------------ |
| 1984 | Gerry Adams       | 54,672  | 4.9%   | 0 / 15 | Nou | -            |
| 1989 | Gerry Adams       | 35,923  | 2.2%   | 0 / 15 | =   | -            |
| 1994 | Gerry Adams       | 33,823  | 3.0%   | 0 / 15 | =   | -            |
| 1999 | Gerry Adams       | 88,165  | 6.3%   | 0 / 15 | =   | -            |
| 2004 | Gerry Adams       | 197,715 | 11.1%  | 1 / 13 | 1   | GUE-NGL      |
| 2009 | Gerry Adams       | 205,613 | 11.2%  | 0 / 12 | 1   | -            |
| 2014 | Gerry Adams       | 323,300 | 19.5%  | 3 / 11 | 3   | GUE-NGL      |
| 2019 | Mary Lou McDonald | 196,001 | 11.7%  | 1 / 11 | 2   | L'Esquerra   |
| 2024 | Mary Lou McDonald | 194,403 | 11.14% | 2 / 14 | 1   | L'Esquerra   |

#### Irlanda del Nord
| Any  | Líder              | Vots    | %      | Escons | +/- | Grup Europeu |
| ---- | ------------------ | ------- | ------ | ------ | --- | ------------ |
| 1984 | Danny Morrison     | 91,476  | 13.3%  | 0 / 3  | Nou | -            |
| 1989 | Danny Morrison     | 48,914  | 9.0%   | 0 / 3  | =   | -            |
| 1994 | Tom Hartley        | 55,215  | 9.9%   | 0 / 3  | =   | -            |
| 1999 | Mitchel McLaughlin | 117,643 | 17.3%  | 0 / 3  | =   | -            |
| 2004 | Bairbre de Brún    | 144,541 | 26.3%  | 1 / 3  | 1   | GUE-NGL      |
| 2009 | Bairbre de Brún    | 126,184 | 25.8%  | 1 / 3  | =   | GUE-NGL      |
| 2014 | Martina Anderson   | 159,813 | 25.5%  | 1 / 3  | =   | GUE-NGL      |
| 2019 | Martina Anderson   | 126,951 | 22.17% | 1 / 3  | =   | L'Esquerra   |

### Eleccions locals

#### Rep. d'Irlanda
| Any  | Territori      | Vots    | %     | Escons    |
| ---- | -------------- | ------- | ----- | --------- |
| 1920 | Irlanda (RU)   | –       | 27.0% | –         |
| 1974 | Rep. d'Irlanda | –       | –     | 7 / 802   |
| 1979 | Rep. d'Irlanda | –       | –     | 11 / 798  |
| 1985 | Rep. d'Irlanda | 46,391  | 3.3%  | –         |
| 1991 | Rep. d'Irlanda | 29,054  | 2.1%  | 8 / 883   |
| 1999 | Rep. d'Irlanda | 49,192  | 3.5%  | 21 / 883  |
| 2004 | Rep. d'Irlanda | 146,391 | 8.0%  | 54 / 883  |
| 2009 | Rep. d'Irlanda | 138,405 | 7.4%  | 54 / 883  |
| 2014 | Rep. d'Irlanda | 258,650 | 15.2% | 159 / 949 |
| 2019 | Rep. d'Irlanda | 164,637 | 9.5%  | 81 / 949  |
| 2024 | Rep. d'Irlanda | 218,620 | 11.8% | 102 / 949 |

#### Irlanda del Nord
| Any  | Vots    | %     | Escons    |
| ---- | ------- | ----- | --------- |
| 1985 | 75,686  | 11.8% | 59 / 565  |
| 1989 | 69,032  | 11.2% | 43 / 565  |
| 1993 | 77,600  | 12.0% | 51 / 582  |
| 1997 | 106,934 | 17.0% | 74 / 575  |
| 2001 | 163,269 | 21.0% | 108 / 582 |
| 2005 | 163,205 | 23.2% | 126 / 582 |
| 2011 | 163,712 | 24.8% | 138 / 583 |
| 2014 | 151,137 | 24.1% | 105 / 462 |
| 2019 | 157,448 | 23.2% | 105 / 462 |
| 2023 | 230,793 | 30.9% | 144 / 462 |